# Liste de sociétés savantes artistiques en France

## Sociétés nationales
- Académie française (1635)
- Académie des beaux-arts (1816)
- Comité des travaux historiques et scientifiques (1834)
- Comité national de la gravure française (1938)
- Vieilles maisons françaises (1958)

## Alpes-Maritimes
- Société artistique des amateurs (1896-1914)

## Bouches-du-Rhône
- Société artistique des Bouches-du-Rhône

## Calvados
- Société des beaux-arts de Caen

## Eure
- Société des amis des arts du département de l'Eure

## Hérault
Société des Beaux-arts de BEZIERS

## Isère
- Les amis de Victor Charreton

## Lot
- Société des études littéraires, scientifiques et artistiques du Lot : Archidiaconé, 38, rue de la Chantrerie, http://www.societedesetudesdulot.org, 46000 Cahors

## Maine-et-Loire
- Société des sciences, lettres et arts de Cholet

## Marne
- Société des amis des arts et des musées de Reims

## Meurthe-et-Moselle
- Académie de Stanislas
- Sociétés des amis des arts et de l'Histoire de Vandoeuvre.

## Morbihan
- Société lorientaise des beaux-arts.
- Société polymathique du Morbihan. Vannes

## Nièvre
- Société artistique de la Nièvre

## Nord
- Société des sciences, de l'agriculture et des arts de Lille
- Société industrielle du Nord de la France

## Pyrénées-Orientales
- Société d'études catalanes

## Paris
- Société des anciens textes français
- Société des aquafortistes français
- Société d'aquarellistes français
- Société des artistes français
- Société des artistes indépendants
- Société française de photographie

## Seine-Maritime
- Artistes indépendants normands (d) , depuis 1938
- Société des artistes normands - Salon de Rouen
- Société normande de peinture moderne
- Photo-club rouennais (d) , depuis 1891

## Somme
- Académie des sciences, des lettres et des arts d'Amiens depuis 1746
- Les Amis des Arts de la Somme depuis 1835.